# جايمي غوميز (لاعب كرة قدم)
جايمي غوميز (بالإسبانية: Jaime Gómez)‏ (10 مايو 1980 في السلفادور - ) هو لاعب كرة قدم سلفادوري في مركز الوسط. شارك مع منتخب السلفادور لكرة القدم. أما مع النوادي، فقد لعب مع نادي سانتانيكوس أسوشيتد وأونسي مونيسيبال ‏ وإيسيدرو ميتابان ‏ وC.D. Juventud Independiente ‏ وC.D. Titán ‏.

## وصلات خارجية
- جايمي غوميز على موقع قاعدة بيانات كرة القدم.إي يو (الإنجليزية)
- جايمي غوميز على موقع ناشيونال فوتبول تيمز (الإنجليزية)